# 1972-es Formula–1 argentin nagydíj
Az 1972-es Formula–1 világbajnokság szezonnyitó futama az argentin nagydíj volt.

## Futam
| Helyezés | #  | Versenyző          | Csapat/Motor | Futott körök | Idő/Kiesés oka    | Rajthely | Pontszám |
| -------- | -- | ------------------ | ------------ | ------------ | ----------------- | -------- | -------- |
| 1        | 21 | Jackie Stewart     | Tyrrell-Ford | 95           | 1h57:58,82        | 2        | 9        |
| 2        | 17 | Denny Hulme        | McLaren-Ford | 95           | + 25,96           | 4        | 6        |
| 3        | 8  | Jacky Ickx         | Ferrari      | 95           | + 59,39           | 8        | 4        |
| 4        | 9  | Clay Regazzoni     | Ferrari      | 95           | + 1:06,72         | 6        | 3        |
| 5        | 19 | Tim Schenken       | Surtees-Ford | 95           | + 1:09,11         | 11       | 2        |
| 6        | 14 | Ronnie Peterson    | March-Ford   | 94           | + 1 kör           | 10       | 1        |
| 7        | 2  | Carlos Reutemann   | Brabham-Ford | 93           | + 2 kör           | 1        |          |
| 8        | 23 | Henri Pescarolo    | March-Ford   | 93           | + 2 kör           | 15       |          |
| 9        | 3  | Howden Ganley      | BRM          | 93           | + 2 kör           | 13       |          |
| 10       | 7  | Helmut Marko       | BRM          | 93           | + 2 kör           | 19       |          |
| 11       | 15 | Niki Lauda         | March-Ford   | 93           | + 2 kör           | 22       |          |
| Kiesett  | 11 | Emerson Fittipaldi | Lotus-Ford   | 61           | Felfüggesztés     | 5        |          |
| Kiesett  | 22 | François Cevert    | Tyrrell-Ford | 59           | Váltó             | 17       |          |
| Kiesett  | 4  | Reine Wisell       | BRM          | 59           | Vízszivárgás      | 7        |          |
| Kiesett  | 18 | Peter Revson       | McLaren-Ford | 49           | Motorhiba         | 3        |          |
| Kiesett  | 10 | Mario Andretti     | Ferrari      | 20           | Motorhiba         | 9        |          |
| Kiesett  | 20 | Andrea de Adamich  | Surtees-Ford | 11           | Üzemanyagrendszer | 14       |          |
| Kiesett  | 1  | Graham Hill        | Brabham-Ford | 11           | Benzinpumpa       | 16       |          |
| Kizárva  | 12 | Dave Walker        | Lotus-Ford   | 8            | Kizárva           | 20       |          |
| Kiesett  | 5  | Peter Gethin       | BRM          | 1            | Olajszivárgás     | 18       |          |
| Kiesett  | 6  | Alex Soler-Roig    | BRM          | 1            | Baleset           | 21       |          |
| NI       | 16 | Chris Amon         | Matra        | 0            | Nem állt rajthoz  | 12       |          |

## Statisztikák
Vezető helyen:
- Jackie Stewart: 95 (1-95)

Jackie Stewart 19. győzelme, 11. leggyorsabb köre, Carlos Reutemann 1. pole-pozíciója.
- Tyrrell 8. győzelme.

Carlos Reutemann első versenye.